# 房知温
房知温（？—936年），字伯玉，兖州瑕丘县（今山东省济宁市兖州区）人，中国五代十国后唐将领。唐明宗时同平章事、中书令。

## 生平
房知温年轻时为盗贼，在兖州、郓州等州抢劫为生。后投军，先后在后梁将领葛从周、牛存节部下担任军士，为赤甲官健。因为善于赌博与牛存节交厚，后归劉鄩为裨将。又从刘知俊为克和军使，转从魏州守将杨师厚，因作战勇敢和谋略过人，为马步军校，迁亲随指挥使、加检校司空。李存勖进入魏州，房知温归附。唐庄宗知道他勇悍，赐姓名李绍英，授天雄军马步都指挥使。李存勖建立后唐，房知温历任曹州、澶州、贝州刺史，遣戍瓦桥关。唐明宗举兵入洛阳，房知温首先归附。授兖州泰宁军节度使。后来历任徐州武宁军节度使、天平军节度使、平卢军节度使，封东平王。他诱使牙兵杀招讨副使乌震，之后又杀牙兵来推卸责任。晚年为人聚敛积财，所至厚敛不已，积至数百万，不恤军政。后晋建立，在平卢镇任上去世，赠太尉。

## 延伸阅读
[在维基数据编辑]
 《舊五代史/卷91》，出自薛居正《舊五代史》
 《新五代史·卷46》，出自歐陽修《新五代史》